# Foundling Museum

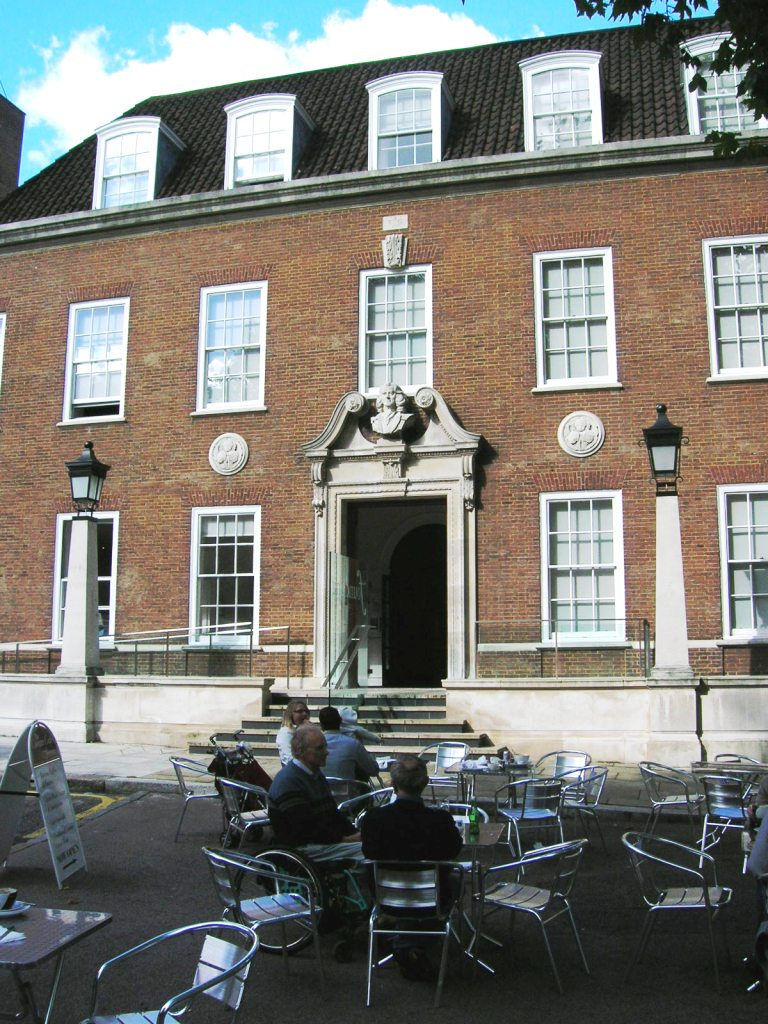
Foundling Museum

Foundling Museum är ett museum i London i Storbritannien som berättar historien om Londons Foundling Hospital. Ordet foundling är ett gammalt engelskt ord som betyder ’hittebarn’ och the Foundling Hospital (Hittebarnshospitalet), som grundades 1739, var Storbritanniens första utomkyrkliga institution för barn som övergivits av sina föräldrar.
Museet berättar hur hittebarnen hade det och visar den stora samling konst som givits till institutionen av konstnärer som på detta sätt velat stödja hospitalets goda gärningar. Museet berättar särskilt om grundaren, Thomas Coram, konstnären William Hogarth och kompositören Georg Friedrich Händel.
Museet ligger vid Brunswick Square nära den plats där hospitalet stod. Byggnaden är från 1937, men innehåller interiörer från den ursprungliga byggnaden, nu riven, från 1700-talet.